# COMICランゲット
『コミックランゲット』（Ranget）は、フォースカンパニーが発行・文苑堂東京店が販売したコミックアンソロジー。2003年6月25日に創刊。当初は同年8月に第2号を発行する予定であったが、創刊号の極度の売上不振のためそのまま休刊した。創刊号の掲載作品を執筆した作家のS・H（しばたひでき）は、休刊の顛末について自身のブログでコメントしている。

## 掲載作家
- コミックランゲット1（ISBN 4902252007）[2]
  - 赤坂素人
  - 飯田達兀
  - S・H
  - おこさまランチ
  - 加藤礼次朗
  - 古琴ふみ
  - コミリン
  - 三位中將
  - 霧森いすき
  - 高槻暁
  - TATEGOTO AZARASI
  - 環望
  - 千歳あめ
  - 天王寺きつね
  - ともすけ
  - なにわぎひろ
  - 間やすし
  - 待宵真
  - まものかりん
  - Mitha
  - やたのXai
  - 吉原昌宏